# Сан-Бенедетто-Валь-ді-Самбро
Сан-Бенедетто-Валь-ді-Самбро (італ. San Benedetto Val di Sambro) — муніципалітет в Італії, у регіоні Емілія-Романья,  метрополійне місто Болонья.
Сан-Бенедетто-Валь-ді-Самбро розташований на відстані близько 280 км на північ від Рима, 32 км на південь від Болоньї.
Населення — 4348 осіб (2014).

## Демографія
Населення за роками:

Станом на 1 січня 2023 року в муніципалітеті офіційно проживали 393 іноземці з 45 країн, серед них 128 громадян країн Євросоюзу та 20 громадян України.

## Сусідні муніципалітети
- Кастільйоне-дей-Пеполі
- Фіренцуола
- Гриццана-Моранді
- Монгідоро
- Монцуно